# 東京都交通局2000形電車
東京都交通局2000形電車（とうきょうとこうつうきょく2000がたでんしゃ）は、東京都交通局が保有していた路面電車の一形式である。1943年（昭和18年）から製造された木造の2000形と、1951年（昭和26年）から製造された鋼製の2000形がある。本記事では双方について記述する。

## 木造2000形
1943年（昭和18年）3月に早稲田車庫で発生した火災により損傷した木造の3000形の一部を復旧・改造したもので、1943年から1946年（昭和21年）までに14両が誕生した。
改造に際し、台枠の延長・乗降口の拡張・丸屋根化などの改修が行われたが、戦時中の資材不足で改造工事は思うように進まず、1945年（昭和20年）までに8両が竣工したが、戦災で4両が失われ、1946年（昭和21年）に6両が竣工し10両が出揃ったところで改造は打ち切られた。
その後、戦災廃車となった車両の車番穴埋めや、1951年（昭和26年）登場の鋼製2000形入線等に伴って数回に渡り改番が実施されると共に、10両全車が台車に改造を受け狭軌の杉並線に転じた。
1954年（昭和29年）に2両が鋼製2000形に改造。残りの8両も1958年（昭和33年）から翌年にかけて順次2500形（2501 - 2508）へと改造され、木造2000形は消滅した。

## 鋼製2000形
1,067mm軌間の杉並線用に、1951年（昭和26年）から1955年（昭和30年）にかけて製造された12m級の中型低床ボギー車である。木造車を鋼体化したものと新製車があり、2001 - 2024の24両が製造された。
車体長や全体的なデザインは、同時期に量産されていた3000形と基本的に同一であるが、全幅は41mmほど狭く車体の前後も絞られている。
1963年（昭和38年）の杉並線廃止後は、秋田市交通局や仙台市交通局への譲渡の話もあったが、結局大栄車輌で1,372mm軌間用に改造され、広尾営業所などで1969年（昭和44年）まで使用された。その際2013～2016は台車を交換している。

### 製造年による差異

#### 2001 - 2010
1951年（昭和26年）に、西武鉄道引継車の200形・250形、杉並線で使用されていた木造3000形、木造4000形の鋼体化改造車として日本車輌で製造された。台車は種車のD-10Nである。
車体は3000形の1951年製と同様に、側面窓の幅が従来より拡大され、窓数が9個になっている。

#### 2011 - 2012
1952年（昭和27年）に日本鉄道自動車で製造された木造3000形の鋼体化改造車で、外観、台車などは2001 - 2010と同一である。

#### 2013 - 2015
1953年（昭和28年）にナニワ工機で製造された。完全新製で、前面の方向幕が大型化され、側面の床下にスカートが付けられ、台車もD-16Nに変更された。

#### 2016 - 2017
1954年（昭和29年）に日本鉄道自動車で製造された木造2000形の鋼体化改造車である。2013 - 2015と同様の大型方向幕と側面スカートを持つ。側面の窓数が8個に変更され、側面窓枠と乗降扉が金属製になったが、台車は種車のD-10Nを使用した。

#### 2018 - 2024
1955年（昭和30年）にナニワ工機と東洋工機で製造された完全新製車である。7000形の予算7両分を転用して、7000形に近い仕様で製造された。
窓や乗降扉の配置は2016 - 2017と同一だが、窓がアルミサッシになり、乗降扉は7000形同様に下半もガラス入のものが使用された。前面も、運転台のある中央の窓がHゴム支持となり、わずかに角度を持たせるなど、7000形の要素を取り入れたものとなっている。外板はスカートが一体化され、窓上下の帯もなくなり、塗装色も7000形と同じ緑色の濃淡2色とされた。台車は軸受がコロ軸受に変更されたD-16NAを使用する。

### 配置と運用
登場時は1067mm軌間の杉並線（14系統・新宿駅前～荻窪駅前）専用の車両だった。1963年（昭和38年）12月に杉並線が廃止された後は、2500形とともに1,372mm軌間用に改造されたが、1965年9月まで休車状態で保管された。復活後は三田営業所（3系統）・目黒営業所（5系統）・広尾営業所（7・8・33・34系統）・早稲田営業所（15・39系統）で運用された。路線縮小に伴い廃車、譲渡が行われたが、1969年10月の広尾営業所と7・33・34系統廃止により全車が廃車となった。

### 保存車
- 2011の車体が大田区の小学校に保存されたが、老朽化が進行し、手に負えない程荒廃した為1998年頃に撤去された。
- 2012は品川区の東品川公園に保存され、公園内にあるプールの更衣室として利用されていたが荒廃し、1990年に撤去された。

### 譲渡

#### 長崎電気軌道700形

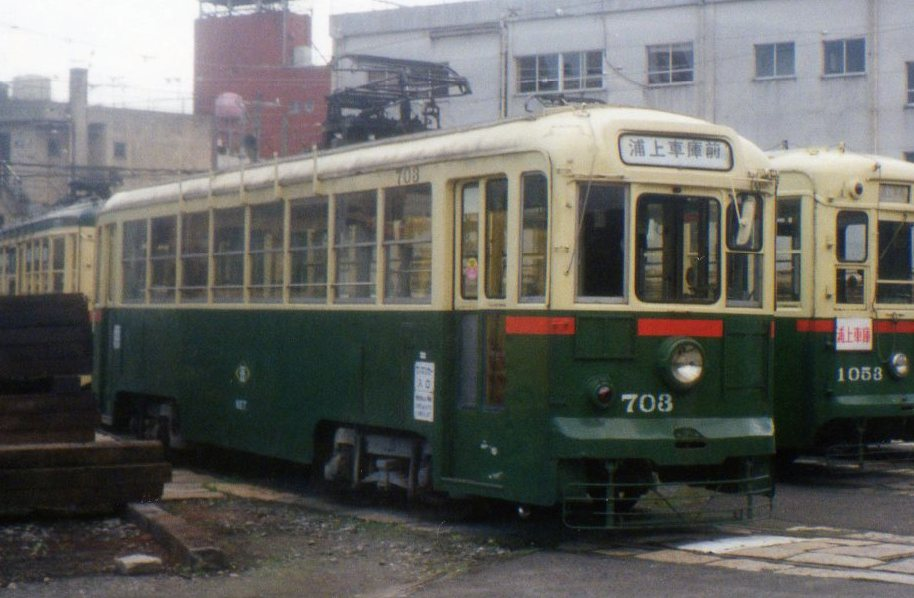
長崎電軌塗装の700形703
（1990年代中頃）

2000形の最終製造グループにあたる2018 - 2022・2024の6両が、1969年（昭和44年）8月に長崎電気軌道に譲渡され、同社700形（701 - 706）となった。入線に際しては九州車輌で台車を1,435mm軌間用に改造したほか、ワンマン運転対応化工事、車体塗装の変更などが実施された。台車を交換することなく、1,067mm、1,372mm、1,435mmの3種類の軌間の軌道上を走った珍しい車両である。
長崎ではワンマン運転可能な車両として重宝された一方で、在来車と比べて車体幅が狭いことから混雑時には乗客の移動がしづらく不評で、1982年（昭和57年）の1200形登場以降は日中の運用が減少した。1990年代に701以外の5両（702 - 706）は順次廃車され、台車など一部の部品は1700形に流用された。
唯一残った701（元2018）は1985年（昭和60年）、長崎電気軌道開業70周年記念として都電時代の塗装に復元され、動態保存車として車籍を有していた。非冷房車のため定期運用に就くことはないが、イベント時などに臨時列車として営業運行されていた。また、定期運用に就く他の車両とともに長崎スマートカードに対応していた。
しかし、動態保存の維持管理が困難になったため、2019年（平成31年）3月31日をもって営業運転を終了した。同時に引退した150形と1050形は譲渡および保存が決定したが、当形式は車体にアスベストが含まれているため、譲渡せずに解体されることとなった。
このほか、702が廃車後に大村市内の保育園に保存されていたが、閉園に伴い解体された。